# Oued El Abtal
Oued El Abtal (em árabe: واد الأبطال) é uma cidade e comuna localizada na província de Mascara, Argélia. Segundo o censo de 2008, a população total da cidade era de 21 278 habitantes.